# NGC 906
NGC 906 è una galassia a spirale barrata situata nella costellazione di Andromeda, a una distanza di circa 215 milioni di anni luce dalla nostra Via Lattea.

## Scoperta
La galassia è stata scoperta il 30 ottobre 1878 dall'astronomo francese Édouard Stephan.

## Descrizione
NGC 906 ha una classe di luminosità I-II e presenta una larga riga a 21 cm dell'idrogeno neutro. Il database SIMBAD  la considera una radiogalassia.
Data la sua luminosità superficiale pari a 14,05, NGC 906 può essere classificata come una galassia a bassa luminosità superficiale (nella letteratura in lingua inglese abbreviata in LSB, acronimo di Low Surface Brightness). Le galassie LSB sono galassie di tipo diffuso (D) con una luminosità superficiale inferiore di almeno una magnitudine a quella del cielo notturno circostante.